# Spoorlijn 134 (België)
Spoorlijn 134 is een Belgische spoorlijn van Mariembourg naar Couvin. De lijn is geopend op 15 juni 1854. Het reizigersverkeer is opgeheven in oktober 1964. Op 3 juni 1984 is het personenvervoer terug gestart. De reizigerstreinen op lijn 132 van Charleroi-Centraal naar Mariembourg rijden sindsdien door naar Couvin.
Vanaf het station in Couvin vertrok een buurtspoorlijn naar la Petite-Chapelle en verder naar Chimay. Vanuit Petite-Chapelle was er een aansluiting op de Franse buurtspoorlijn van de CFDA (Chemins de fer départmentaux des Ardennes) naar Tremblois-lès-Rocroi via Rocroi en Bourg-Fidèle. In 2019 werd de lijn gedurende een zestal maanden gesloten om een groot deel ervan opnieuw aan te leggen, omdat de lijn in slechte staat verkeerde.

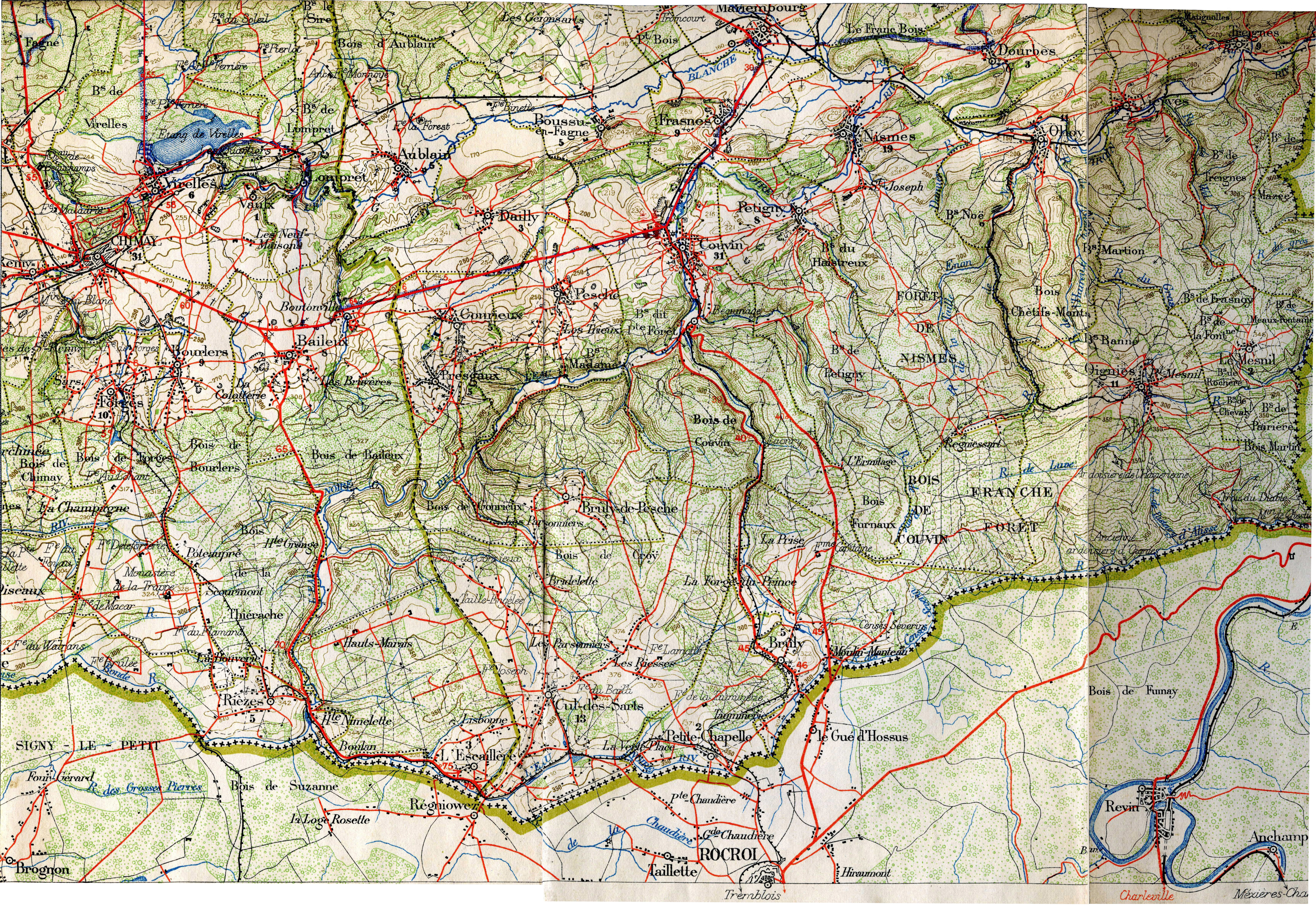
Stafkaart van 1933. Hierop zijn de spoorlijnen en buurtspoorlijnen te zien. Zwarte lijnen met stippen aan een kant.

## Treindiensten
De NMBS verzorgt het personenvervoer met S- en piekuurtreinen.
| Serie       | Treinsoort               | Route                                     | Bijzonderheden              |
| ----------- | ------------------------ | ----------------------------------------- | --------------------------- |
| S 64        | S-trein Charleroi (NMBS) | Charleroi-Centraal – Couvin               | Rijdt in het weekend 1×/2u. |
| P 7710/8710 | Piekuurtrein (NMBS)      | Couvin – Mariembourg – Charleroi-Centraal | Rijdt alleen op werkdagen.  |

## Aansluitingen
In de volgende plaats is of was er een aansluiting op de volgende spoorlijnen:
Mariembourg
Spoorlijn 132 tussen La Sambre en Treignes
Spoorlijn 156 tussen Momignies en Hastière